# Kappa Librae
Kappa Librae (κ Lib / κ Librae) è una stella gigante arancione di magnitudine 4,76 situata nella costellazione della Bilancia. Dista 388 anni luce dal sistema solare.

## Osservazione
Si tratta di una stella situata nell'emisfero celeste australe; grazie alla sua posizione non fortemente australe, può essere osservata dalla gran parte delle regioni della Terra, sebbene gli osservatori dell'emisfero sud siano più avvantaggiati. Nei pressi dell'Antartide appare circumpolare, mentre resta sempre invisibile solo in prossimità del circolo polare artico. La sua magnitudine pari a 4,8 fa sì che possa essere scorta solo con un cielo sufficientemente libero dagli effetti dell'inquinamento luminoso.
Il periodo migliore per la sua osservazione nel cielo serale ricade nei mesi compresi fra maggio e settembre; da entrambi gli emisferi il periodo di visibilità rimane indicativamente lo stesso, grazie alla posizione della stella non lontana dall'equatore celeste.

## Caratteristiche fisiche
La stella è una gigante arancione, talvolta classificata anche di classe M; si tratta dunque di una stella in avanzato stadio evolutivo. Possiede una magnitudine assoluta di -0,68 e la sua velocità radiale positiva indica che la stella si sta allontanando dal sistema solare.

## Sistema stellare
Kappa Librae è un sistema stellare formato da due componenti. La componente principale A è una stella di magnitudine 4,76. La componente B è di magnitudine 10,0, separata da 172,0 secondi d'arco da A e con angolo di posizione di 279 gradi.

## Occultazioni
Per la sua posizione prossima all'eclittica, è talvolta soggetta ad occultazioni da parte della Luna e, più raramente, dei pianeti, generalmente quelli interni.
L'ultima occultazione lunare si è verificata il 30 marzo 2013., mentre la prossima occultazione da parte di un pianeta (Mercurio) avverrà il 17 novembre 2058.